# Раткин, Владимир Густавович
Владимир Густавович Раткин — советский хозяйственный, государственный и политический деятель.

## Биография
Родился в 1932 году в Химках. Член КПСС.
С 1955 года — на хозяйственной, общественной и политической работе. В 1955—1990 гг. — инженер-механик-контролер, второй, первый секретарь Ногинского горкома ВЛКСМ, комсомольский и партийный работник в Московской области, первый секретарь Домодедовского горкома КПСС, первый вице-президент Ассоциации культурного и делового сотрудничества с Лаосом.
Делегат XXIV и XXV съездов КПСС.
Почётный гражданин Домодедова.
Умер в Домодедове в 2019 году.